# NGC 5266A
NGC 5266A (другие обозначения — ESO 220-30, AM 1337-480, IRAS13375-4805, PGC 48390) — спиральная галактика с перемычкой (SBc) в созвездии Центавр.
Этот объект не входит в число перечисленных в оригинальной редакции «Нового общего каталога» и был добавлен позднее.